# خليج كالاندر
خليج كالاندر (بالإنجليزية:Callander Bay) هو خليج يقع في أقصى شرق بحيرة نيبيسينج في باري ساوند ديستريكت في أونتاريو بكندا، يبلغ قطره 3 كليومترات (1.9 ميل) ويقع المجتمع الرئيسي للكالاندر في جانبه الشرقي.

## الجيولوجيا
خليج كالاندر هو أنبوب بركاني بروتروزي متآكل، تكوَّن بواسطة ثوران بركاني أسرع من الصوت عنيف وعميق، هذه البراكين نشأت ثلاث مرات على الأقل من العمق مثل معظم البراكين الأخرى، وقد دفعت الصهارة المغنسيوم والمركبات المتطايرة نحو السطح مثل الماء و ثاني أكسيد الكربون كما أن جسم الصهارة يرتفع نحو السطح، والمركبات المتطايرة تتحول إلى الحالة الغازية مع انخفاض الضغط مع تناقص العمق، هذا التوسع المفاجئ يدفع الصهارة إلى أعلى بسرعة خاطفة مما أدى إلى ثوران سطحي أسرع من الصوت.